# Robert Kiyosaki
Robert Toru Kiyosaki (Hilo, Hawái, 8 de abril de 1947) es un empresario, inversor, escritor, conferencista y orador motivacional estadounidense de ascendencia japonesa. Es el fundador, consejero delegado y accionista mayoritario de Cashflow Technologies, corporación poseedora de las licencias para la marca Padre Rico, Padre Pobre. Igualmente es el escritor de un total de 20 libros, pertenecientes a dicha marca, varios de ellos en coautoría con personalidades como Sharon L. Lechter, y Donald Trump.
Sus libros Padre rico, Padre Pobre (Rich Dad, Poor Dad), El cuadrante del flujo del dinero (Rich Dad's Cashflow Quadrant), Guía para invertir del padre rico (Rich Dad's Guide to Investing), alcanzaron el primer lugar de las listas de superventas de The Wall Street Journal, USA Today y el The New York Times, de manera simultánea. Igualmente, otros títulos como Escuela de Negocios y Por qué Queremos que seas Rico (coescrito con Donald Trump), son parte de las numerosas publicaciones derivadas, que forman parte de la marca y que en total han sumado 26 millones de copias vendidas a nivel internacional, siendo traducidos a 40 idiomas y comercializados en más de 80 países.
Kiyosaki también ha destacado como conferenciante y creador del juego de mesa educativo El flujo del dinero (Cashflow), un juego interactivo que busca enseñar, mediante su uso, a los participantes los preceptos y mecanismos de la denominada «Educación financiera», concepto del que Kiyosaki es uno de los principales promotores y que ha sido continuamente propuesto por su persona, como una necesidad académica, de vital importancia, que debería ser incluida dentro del sistema educativo de los diferentes países del mundo.
Su labor como escritor lo ha llevado a incursionar en el periodismo, siendo titular de la columna «¿Por qué los ricos se vuelven más ricos?» (Why the Rich Are Getting Richer?) y participó de una edición de la reconocida columna de Time Magazine, «10 preguntas» (10 Questions), donde respondió a dudas respecto al impacto de la educación en la vida financiera de las personas, hasta llegar inclusive a aconsejar inversiones de bajo coste inicial. También figuró en los medios audiovisuales, con el programa para la televisión, «Rich Dad TV», del cual fue productor y anfitrión, siendo transmitido y avalado por la Public Broadcasting Service.
Como fundador, presidente, CEO e imagen visible de Cashflow Technologies y su célebre marca Rich Dad, se ha convertido en el principal vocero y promotor de las teorías expuestas en sus libros, respecto al manejo de las finanzas, que persiguen la denominada «Libertad financiera» y que son parte de una nueva concepción acerca del manejo económico, que ha desplegado un movimiento, con defensores y críticos por igual, teniendo gran resonancia sus planteamientos y siendo objeto de debate, a lo largo de diferentes países.

## Como escritor

### Sharon L. Lechter
Para escribir sus libros, Kiyosaki le pidió ayuda a su coautora Sharon L. Lechter, pues él mismo ha reconocido que nunca fue bueno para escribir, y cuenta con anécdotas sus fracasos con el inglés.
Sharon L. Lechter es contadora pública certificada y ha escrito al menos siete libros en coautoría con Robert Kiyosaki dentro del proyecto "Rich Dad" (padre rico). Fue miembro activo del Coopers & Lybrand, que se encuentra entre los ocho despachos de contadores más importantes de la Unión Americana. Está casada con Michael Lechter y es madre de tres hijos. También es directora de la Foundation for Financial Literacy (fundación para la cultura financiera). Kiyosaki considera que Lechter es una de las pocas empresarias natas que ha conocido.

### Sus proyectos
Junto con su coautora (Sharon) y su esposa (Kim), tiene tres conceptos corporativos y empresariales, los cuales comparten. El primer proyecto es Padre Rico (The Rich Dad Company), que le pertenece directamente a él; el segundo proyecto es Familia Rica (The Rich Family Company), manejado por su coautora y el tercer proyecto es Mujer Rica (The Rich Woman Company), a cargo de su esposa Kim.
Actualmente se encuentra embarcado en un nuevo libro en línea titulado La conspiración de los ricos (Conspiracy of the Rich en inglés) del cual es publicado un nuevo capítulo cada cierto tiempo. La gran novedad respecto a sus obras anteriores radica en la elaboración del libro de forma cooperativa junto con los lectores, ya que permite opinar sobre lo que Kiyosaki va escribiendo en foros destinados para ello dentro de la misma página.

## El debate
El debate con Kiyosaki estriba en que muchos periodistas han cuestionado la veracidad de las historias que cuenta en sus libros sobre su infancia y la existencia de su "padre rico". Hay intelectuales que cuestionan la efectividad de las enseñanzas que Kiyosaki da en sus libros en virtud de que no son comprobadas por una ciencia exacta sino que están más bien impregnadas de sensaciones entusiastas típicas de seminarios de finanzas. Aun así, existen varios microempresarios que aseguran haber obtenido el éxito financiero gracias a las enseñanzas del "Padre rico", importándoles muy poco la fiabilidad de las historias de la infancia de Robert.[cita requerida]
También ha habido otros puntos de las enseñanzas filosóficas de Robert que se han puesto en tela de juicio. Por ejemplo, ciertos analistas financieros y economistas se horrorizaron cuando Kiyosaki, en uno de sus primeros libros, afirmó que la posesión de una casa se debía considerar como un pasivo en lugar de un activo por los altos costes que su mantenimiento conlleva.
Otra de las posturas mal vistas de Kiyosaki es su crítica a la importancia de estudiar mucho y terminar una carrera universitaria para ser un «hombre de bien». Robert afirma que existen por lo menos dos eras, una pasada y una presente, la pasada era la era industrial y la actual es la era de la información. Afirma que en la era industrial los padres debían educar a sus hijos poniéndoles como meta ir a la universidad, pero no para hacer una carrera cualquiera sino una carrera lucrativa y eso les garantizaba el futuro éxito financiero; en la era de la información, las escuelas tienen métodos obsoletos de enseñanza. Dice que no se han percatado no sólo de que estudiar una carrera ha pasado ya a segundo plano y que tener una carrera universitaria no te garantiza ningún futuro, sino que en las materias escolares se debe incluir alguna que enseñe el buen manejo y correcto funcionamiento del dinero. Quizás que los niños aprendan a diferenciar y manejar activos y pasivos para que mejoren su economía. Robert Kiyosaki afirma que gran parte de los problemas que la sociedad tiene con el dinero tienen su raíz en la falta de educación financiera.
Uno de sus principales críticos es John T. Reed. Reed hace una crítica punto por punto a las afirmaciones de Kiyosaki, a quien se refiere como un charlatán.[cita requerida]

## Donald Trump y Kiyosaki
El famoso multimillonario y actual presidente de los Estados Unidos Donald Trump fue graduado de la Wharton School of Finance y, para muchos, es considerado un genio de bienes raíces[cita requerida], además de empresario. Es muy respetado por cierta parte de la sociedad de los EE. UU. e incluso el mismo Robert Kiyosaki lo admira. Él es el creador y fue el conductor del famoso programa The Apprentice, que pretende ser financieramente educativo. Es escritor de libros, algunos superventas y juegos de mesa educativos. Es dueño del famoso rascacielos Trump Tower ubicado en la Quinta Avenida de Nueva York y tiene otras multimillonarias posesiones y propiedades importantes de bienes raíces entre las que se encuentran el Club Mar-a-Lago en Palm Beach y varios campos de golf.
El 6 de noviembre de 2005, en una convención de bienes raíces celebrada en Chicago, Robert Kiyosaki conoció a Donald Trump quien le pidió que escribieran juntos un libro, Kiyosaki se sintió inseguro de ese encuentro, pero al final las circunstancias marcaron que ese libro se publicaría. Al principio, Kiyosaki dudaba del proyecto pues se sentía intimidado ya que los millones que él posee no se comparan en nada a los miles de millones que posee Donald Trump, sin embargo, éste lo convenció de que, a opinión de Donald, él era un estupendo maestro financiero y que necesitaba de su ayuda para plantearle a los lectores su preocupación sobre la historia de la democracia, la cual, según estos dos escritores, está basada en una clase media en peligro de extinción, hablan de la historia de la humanidad y de cómo las finanzas han evolucionado según las épocas que vivimos. Estos hombres plantean que no pretenden resolver el panorama mundial o resolver la crisis de la globalización que se avecina, donde personas como los famosos Baby boomers van a tener que enfrentar problemas financieros fuertes ya que, a pesar de sus planes de retiro Medicare y 401(k), estos planes para el retiro fueron diseñados inicialmente para gente pudiente y no para trabajadores asalariados con un estilo de vida común. Por eso, quieren crear en la gente la conciencia de que se vuelvan ricas o, por lo menos, que salgan de la clase media acumulando una buena fortuna para que, según las palabras textuales del mismo Donald, "sean parte de la solución y no del problema", por ello titularon su libro Por qué queremos que tú seas rico (Why we want you to be rich).
Entre otras preocupaciones, en este libro abordan de forma muy poco ortodoxa, temas como el conflicto de la globalización, como los ricos se hacen cada vez más ricos y los pobres aún más pobres y más numerosos, acerca de los riesgos de planes de retiro para la clase media que se convertirá en clase baja, sobre la desaparición gradual de la clase media y hasta cómo esto puede llegar a poner en conflicto a la democracia misma creada en las repúblicas actuales que vivimos.

## Kiyosaki comparado
A Robert Kiyosaki se le ha comparado mucho con otros escritores por lo antagonistas y revolucionarias de sus ideas.
Es común y frecuente que en foros de discusión, así como en pláticas de café, personas que han leído las filosofías tanto de Robert Kiyosaki como por ejemplo de Karl Marx los comparen.
Salta mucho a la vista, que tanto Karl como Robert aborden la misma problemática social, es decir la supervivencia de un proletariado que tiene que conformarse con un salario asignado por los poderosos señores del dinero.
Para Karl Marx, existen dos clases sociales, una capitalista que posee los medios de producción y una proletaria que, no teniendo otra alternativa, vende su fuerza de trabajo al señor capitalista, quien lo explota y siempre va a buscar la manera de pagarle el salario más bajo posible.
A Robert Kiyosaki le gusta más hablar acerca del concepto del emprendedor donde las personas asumen una filosofía de la vida en las cuales van progresando gradualmente para salir de las carreras de ratas.
- Para Karl Marx, la solución al problema de pertenecer a la clase asalariada, consiste en que el proletariado asuma el poder, derribe el régimen capitalista y le arrebata la plusvalía a las clases pudientes que no trabajan pero que se adueñan del capital que generan las clases trabajadoras, es decir, la solución que plantea Marx es grupal.

- Para Robert Kiyosaki, hemos pasado ya la era industrial para adentrarnos ahora en la época de la información. La gente ya no debería estar esperanzada en que los gobiernos o los patrones les solucionen sus problemas financieros. Ahora, situaciones como fondos de ahorro para el retiro, antigüedad y otros elementos que antes eran activos en la vida del trabajador, son pasivos pues ya no son responsabilidad del gobierno sino del trabajador. Del trabajador depende salir adelante económicamente y, con las herramientas que existen en la era de la información, es decisión de cada individuo seguir toda su vida en un trabajo asalariado, o convertirse en un emprendedor que consiga su libertad económica, es decir, la solución que plantea Kiyosaki es individual.

Donald Trump tiene un Reality Show que se llama «el aprendiz» cuyo propósito principal radica en enseñar a la gente cómo manejar empresas. Pero a la vez, una vez finalizado el programa de televisión, al ganador se le recompensa ofreciéndole un empleo para Donald Trump, en el cual podrán aprender técnicas de mercadotecnia, ventas y finanzas para el mundo de los negocios, mientras ganan un salario en dólares de seis cifras. Por otro lado, Robert incentiva a sus lectores a fundar su propia empresa y a que trabajen para ellos mismos y no para un jefe.

## Vida personal
Robert está casado con Kim Kiyosaki. Desde 1994, los Kiyosaki viven en Phoenix, Arizona [9]. Robert Kiyosaki respaldó y apoyó al candidato republicano Donald Trump para las elecciones presidenciales de 2016.
En enero de 2024 salió a la luz que tenía una deuda de 1200 millones de dólares.

## Obras publicadas
El libro que catapultó a Robert Kiyosaki a la fama (y el más conocido de todos) es el best-seller Padre rico, padre pobre. Tras este éxito publicó en el año 2000 los libros El cuadrante del flujo de dinero y Guía para invertir que le consolidaron como uno de los más influyentes autores sobre finanzas personales. Cabe destacar que el idioma
en el que más se venden sus obras es en español. Entre sus obras publicadas se encuentran las siguientes:
- Si desea ser rico y felíz ¡No vaya a la escuela! (1991).
- Padre Rico, Padre Pobre. Lo que los ricos enseñan a sus hijos acerca del dinero ¡que la clase media y pobre no! (1997).
- El cuadrante del flujo del dinero. Guía del padre rico hacia la libertad financiera (1998).
- Guía para invertir. En qué invierten los ricos ¡a diferencia de las clases media y pobre! (2000).
- Niño rico, niño listo. Cómo dar a sus hijos una educación financiera sólida (2001).
- La escuela de negocios. Para personas a las que les gusta ayudar a los demás (2001).
- Rich Dad Advisors: Inicie su propia corporación (2001).
- Retírate joven y rico. Cómo volverse rico pronto y para siempre (2002).
- La profecía del padre rico (2002).
- Historias de éxito (2003).
- El juego del dinero (2004).
- Padre rico, padre pobre para jóvenes (2004).
- Antes de renunciar a tu empleo (2005).
- Queremos que seas rico (junto a Donald Trump) (2006).
- Guía para hacerse rico sin cancelar sus tarjetas de crédito (2007).
- Por qué los ricos se hacen más ricos (2008).
- Incrementa tu IQ financiero (2008).
- Hermano rico, hermana rica (2009).
- La conspiración de los ricos. Las 8 nuevas reglas del dinero. (2009).
- El negocio del siglo XXI (2010).
- La ventaja del ganador. El poder de la educación financiera (2011).
- El toque de Midas. Por qué algunos emprendedores se vuelven ricos y la mayoría no (junto a Donald Trump) (2011).
- Despierta el genio financiero de tus hijos. ¿Por qué los estudiantes de 10 trabajan para estudiantes de 6 y los estudiantes de 8 trabajan para el gobierno? (2013).
- Escapa de la carrera de la rata (2014).
- Segunda oportunidad (2015).
- 8 lecciones de liderazgo militar para emprendedores (2015).
- Más importante que el dinero (2017).
- FALSO (2019).
- The Ravens: How to prepare for and profit from the turbulent times ahead (junto a James Rickards) (2021).